# Tapestry (Vazesh-Album)
Tapestry ist ein Musikalbum des Trios Vazesh. Die möglicherweise 2023 live im Annandale Creative Arts Centre in Sydney entstandenen Aufnahmen erschienen am 8. November 2024 auf Earshift Music.

## Hintergrund
Tapestry ist die zweite Veröffentlichung des Trios Vazesh. Es besteht aus Jeremy Rose an Bassklarinette und Saxophon, Lloyd Swanton, dem Bassisten von The Necks, und Hamed Sadeghi an der Tar, einem Lauteninstrument, das im Iran, Georgien, Aserbaidschan und anderen Ländern dieser Region gespielt wird; Sadeghi ist Iraner, lebt aber jetzt in Australien

## Titelliste
- Vazesh: Tapestry (Earshift Music)

1. Zircon 4:39
2. Lilac 4:32
3. Rose 3:57
4. Pagoda 2:15
5. Pistachio 2:03
6. Julep 2:41
7. Magic 3:36
8. Calabash 3:04
9. Azure 3:40
10. Demitasse 3:58
11. Divan 6:58
12. Pasmina 4:05
13. Musk 4:49
14. Saffron 7:31

## Rezeption

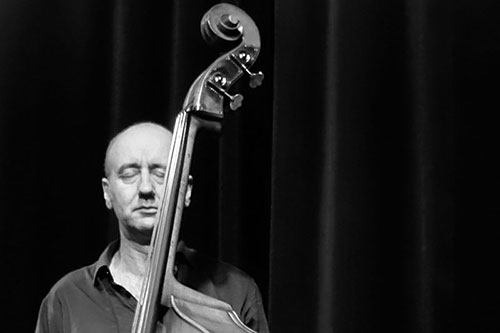
Lloyd Swanton (2015)

Die Musik auf Tapestry sei so umwerfend schön, dass man leicht die unterschwellige Spannung in der zweiten Veröffentlichung des Trios Vazesh übersehe, schrieb Dave Sumner in Daily Bandcamp. Eine Quelle dieser Spannung sei einfach die Angst, dass etwas die Ruhe zerstören könnte, die das Trio erzeuge. Aber ein weiterer Grund sei die schwelende Stimmung, die jeden Moment über [den Hörern] schwebt. Dieses Album könnte problemlos mit einigen der New-Century-Folk-Jazz-Aufnahmen von ECM Records (etwa Anouar Brahem) kombiniert würden, und wenn Rose zur Bassklarinette wechsle, sei die Wirkung hypnotisch.
Der Einsatz der Langhalslaute Tar, im Klang zwischen Sitar und Bouzouki, schaffe mit perkussiver Kargheit ein besonderes Farben- und Assoziationsspektrum, schrieb Ralf Dombrowski in Jazz thing. Aus dem Momenten heraus entstanden, seien diese Kompositionen eher Startrampen für musikalische Flüge als ausgefeilte Stücke. Sie würden zumeist von flirrenden Rhythmusmustern ausgehen und dann den Musikern die überwiegend melodisch gedachten Improvisationen überlassen. Die Musik wirke spontan, manchmal auch unfertig, „mehr wie ein weltmusikalisch jazzgetöntes Skizzenbuch als wie ein festes Programm“.
Dies sei ein absolut bezauberndes Album, das drei sehr unterschiedliche Instrumentalisten zusammenbringe und verschiedene Musikkulturen gegenüberstelle, insbesondere iranische Musik und zeitgenössische improvisierte Musik, schrieb Tony Dudley-Evans (UK Jazz News). Der Eröffnungstitel „Zircon“ stimme auf das Album ein und beginne mit dem wundervollen, klingenden Klang von Roses Bassklarinette, begleitet von einer Art Dröhnen am Bass und einer wiederholten rhythmischen Figur auf dem Tar. Die Musik entwickle sich auf sehr natürliche und entspannte Weise, baue aber stets auf der Interaktion zwischen den drei Spielern auf und schaffe interessante Texturen. Es würde alles reibungslos ablaufen, wobei die meisten Titel direkt in den nächsten Titel übergehen.